# Colonia Lázaro Cárdenas, Tzintzuntzan
Colonia Lázaro Cárdenas är en ort i Mexiko.   Den ligger i kommunen Tzintzuntzan och delstaten Michoacán de Ocampo, i den södra delen av landet, 260 km väster om huvudstaden Mexico City. Colonia Lázaro Cárdenas ligger 2 140 meter över havet och antalet invånare är 185.
Terrängen runt Colonia Lázaro Cárdenas är varierad. Runt Colonia Lázaro Cárdenas är det ganska tätbefolkat, med 134 invånare per kvadratkilometer. Närmaste större samhälle är Pátzcuaro, 10,4 km söder om Colonia Lázaro Cárdenas. I omgivningarna runt Colonia Lázaro Cárdenas växer huvudsakligen savannskog.